# LTNO
LTNO, anciennement Les Tétines Noires, est un groupe de rock, musique industrielle et musique électronique français.

## Biographie

### Période Les Tétines Noires
Emmanuel Hubaut, alias le Comte d'Eldorado, et Goliam, forment Les Tétines Noires à l'âge de 13 ans dans le grenier du plasticien Joël Hubaut (le père d'Emmanuel), à Réville, en Normandie, au début des années 1980, plus précisément en 1981. Le duo signe avec le label français Boucherie Productions pour enregistrer le morceau Crazy Horse sur la compilation La Relève. Accompagnés de Marcus à la basse, Les Tétines Noires sortent leur premier album Fauvisme et pense-bête en 1990 : des morceaux rock et new wave dadaïstes et délirants très bien accueillis par la presse. Puis ils enregistrent le second album Brouettes en 1991 avec un nouveau bassiste : Eduardo Leal de la Gala qui quittera le groupe et sera remplacé après la tournée par Anthony Pérez allias Entonie.
Les prestations deviennent survoltées. Une centaine de concerts en France, en Europe, dans les pays de l'Est et aux États-Unis laissent des salles jonchées de plumes, de sucres, de vapeur d'encens, de décibels saturés et de spectateurs chamboulés et ivres morts. Les Tétines Noires quittent Boucherie Productions, Nicolas Barrot (batteur depuis 1991) quitte le groupe et est remplacé par Jérôme Soudan. Ils enregistrent l'album-concept 12 têtes mortes qui sort en 1995. Un album beaucoup plus industriel et violent et à la production soignée (signée Amadou Sall, ex-Treponem Pal). Les pochettes des deux premiers albums avaient été réalisées par Joël Hubaut. Les 12 pochettes de 12 têtes mortes sont réalisées par 12 artistes contemporains de renom (dont Joël Hubaut, Ben, Orlan, Fabrice Hybert, Daniel Spoerri, John Giorno…). Après la sortie de cet album, Goliam quitte également le groupe en 1996.. En tournée, Les Tétines Noires se produisent avec l'homme-objet (créé par Made In Eric) qui leur sert de pied de micro.
En 1998, une des influences du groupe, Christian Death, reprend le morceau Washing Head des Tétines Noires, sous le titre Washing Machine sur l'album Pornographic Messiah.

### Période LTNO
Le groupe se mue en LTNO (L pour « Les », T pour « Tétines », et NO pour « Noires »). Puis, le groupe décide de redéfinir les initiales pour donner Limited Teen Noise Orgasm. Entre Les Tétines Noires et LTNO, le groupe explique que « c'est vraiment deux projets différents, Les Tétines Noires effectivement avaient un côté plus fermé, plus claustrophobe... ».
Après avoir vécu un certain temps à Los Angeles en Californie, puis à New York, Emmanuel Hubaut (Emmanuelle 5) vit actuellement[Quand ?] à Berlin (Allemagne), il se produit également au sein du projet Dead Sexy Inc. Anthony Perez et Nicolas Barrot jouent actuellement[Quand ?] au sein des groupes Le Cri du Patron et The Wheels Orchestra.
Les Tétines Noires se reforment en 2018 pour une tournée européenne pour célébrer leur 35 ans d'existence, invitant pour l'occasion les anciens membres du groupe comme Eduardo Leal De La Gala et Christian Quermalet reconstituant ainsi les formations d'origine ainsi que les scénographies mythiques caractéristiques de leurs performances scéniques. En novembre 2020, le groupe sort un coffret intitulé Anthomologies, qui contient 90 morceaux, soit leurs trois albums ainsi que plusieurs inédits, remixes, et lives,.

## Style musical
La presse spécialisée classe le style musical de LTNO dans plusieurs catégories : glam rock, new wave, punk rock, musique industrielle, et met généralement l'accent sur le dadaïsme,.

## Membres

### Les Tétines Noires
- Le Comte d'Eldorado — voix, guitare
- Goliam — programmation, claviers, chœurs, batterie
- Markus — basse
- Eduardo Leal de la Gala — basse, contrebasse
- Nicolas Barrot — batterie
- Entonie — basse-chœurs
- Jérôme Soudan — batterie

### LTNO
- Emmanuelle 5 — voix, guitare, programmation
- Entonie —  basse, chœurs
- DJ Ludo (Ludo Wangermez) — platines
- Gregor Heuze —  batterie, programmation
- Emmanuel Mahieu —  batterie
- Made in Eric — corps-objet
- Clone Made In Marco — corps-objet
- David Husser —  basse, programmation
- Stephane Genz — guitare
- Jack Schuller — batterie

## Discographie
- 1990 : Fauvisme et pense-bête (Les Tétines Noires)
- 1991 : Brouettes (Les Tétines Noires)
- 1995 : 12 têtes mortes (Les Tétines Noires)
- 2000 : Global Cut (LTNO)
- 2004 : Sea, Sex and Burn (LTNO)